# Hepberg
Hepberg ist eine Gemeinde im oberbayerischen Landkreis Eichstätt.

## Geographie
Die Gemeinde liegt in der Planungsregion Ingolstadt im südlichen Landkreis Eichstätt und gehört zum Regierungsbezirk Oberbayern. Es gibt nur die Gemarkung und den Gemeindeteil Hepberg. Es handelt sich um eine der flächenmäßig kleinsten Gemeinden Deutschlands.

### Nachbargemeinden
|         | Stammham |          |
| Lenting | Kompass  | Kösching |
|         | Lenting  |          |

## Geschichte

### Bis zur Gemeindegründung
Hepberg gehörte zum Rentamt München und zum Landgericht Vohburg des Kurfürstentums Bayern. Die Freiherren Müller von Gnadenegg besaßen hier die seit dem 15. Jahrhundert bestehende offene Hofmark. Im Zuge der Verwaltungsreformen im Königreich Bayern entstand mit dem Gemeindeedikt von 1818 die heutige Gemeinde.

### 20. Jahrhundert
Während der Gebietsreform in Bayern sollte die Gemeinde Hepberg nach Lenting eingemeindet werden. In einer Abstimmung am 28. Dezember 1971 entschied sich aber die Bevölkerung von Hepberg mit 77,1 % gegen eine Eingemeindung. In der Folge gründete sich am 1. Mai 1978 die Verwaltungsgemeinschaft Lenting mit den Gemeinden Hepberg, Lenting, Stammham und Wettstetten. Bis zum Tag vor dem Austritt Hepbergs am 1. Januar 1994 bestand die Verwaltungsgemeinschaft nur noch aus Hepberg und Lenting.

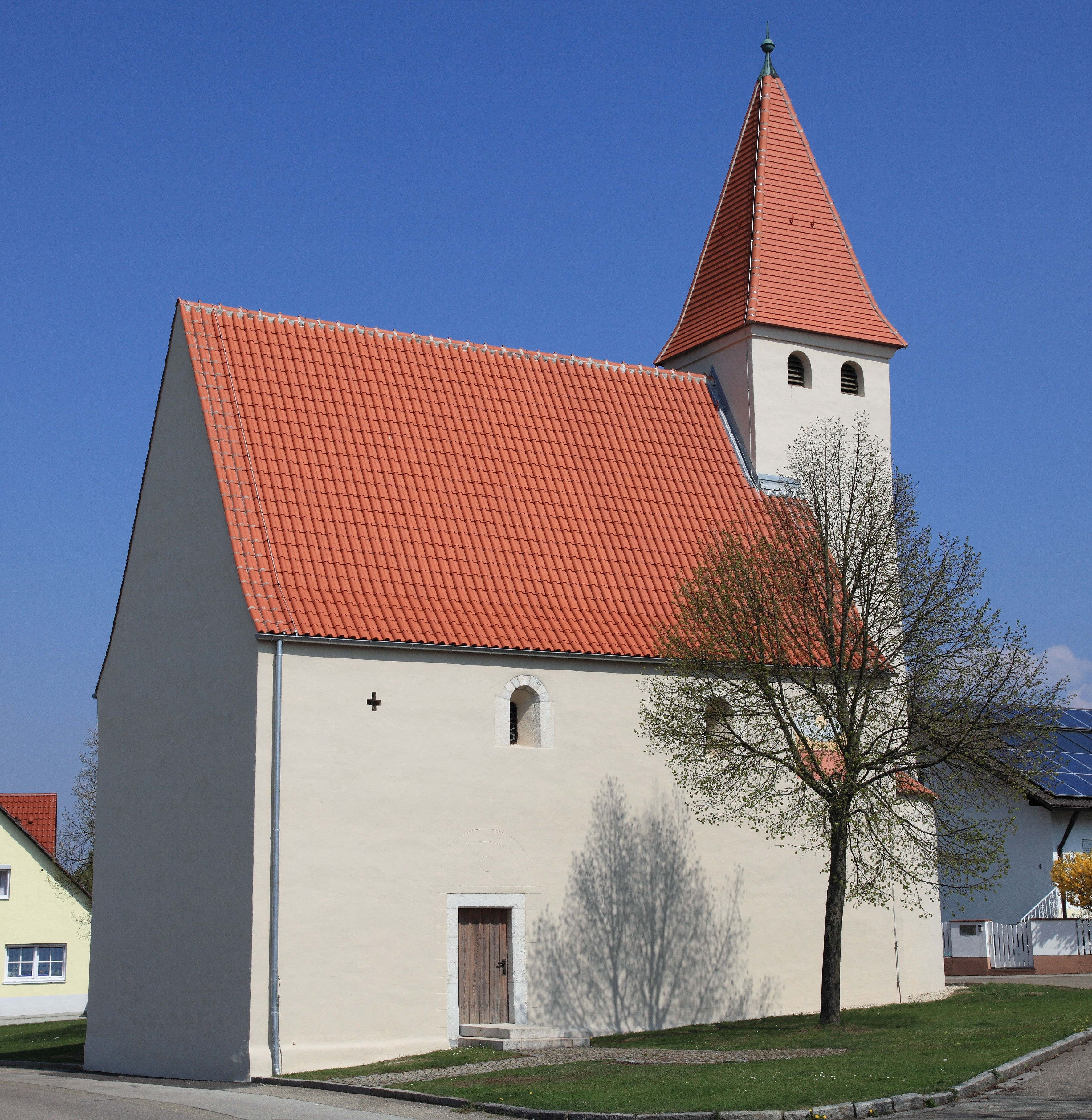
Romanische St.-Oswald-Kirche

## Bevölkerung

### Einwohnerstatistik
Zwischen 1988 und 2023 wuchs die Gemeinde von 1814 auf 3047 um 1233 Einwohner bzw. um 67,97 %.
| Jahr      | 1961 | 1970 | 1987 | 1991 | 1995 | 2000 | 2005 | 2010 | 2015 | 2023 |
| Einwohner | 0994 | 1118 | 1760 | 1913 | 2192 | 2441 | 2449 | 2450 | 2859 | 3047 |

### Konfessionsstatistik
Ende 2021 hatte Hepberg 3087 Einwohner davon 51,0 % (1573) Katholiken, 10,7 % Protestanten und 38,3 % gehörten entweder eine andere oder gar keine Glaubensgemeinschaft an. Jahresende 2015 hatte Hepberg 2918 Einwohner davon 60,3 % (1759) Katholiken, 12,3 % Protestanten und 27,3 % hatten entweder eine andere oder gar keine Religionszugehörigkeit.
Derzeit (November 2024) sind im Pastoralraum Hepberg-Lenting-Wettstetten nur noch zwei Priester tätig, so dass nur noch eine verringerte Anzahl von Gottesdiensten angeboten werden.

## Politik

### Gemeinderat
Der Gemeinderat besteht aus 14 Mitgliedern und dem Ersten Bürgermeister.
- CSU 6 Sitze
- SPD 2 Sitze
- FHB e. V. 5 Sitze
- Die Grünen 1 Sitz

(Stand: Gemeinderatswahl am 15. März 2020)

### Bürgermeister
Erster Bürgermeister ist seit dem 1. Mai 2020 Raimund Lindner (FHB).

### Wappen
| Wappen von Hepberg | Blasonierung: „Gespalten von Blau und Silber; vorne ein halbes goldenes Mühlrad, hinten ein Rabe.“ |
| Wappen von Hepberg | Wappenbegründung: Das halbe Mühlrad ist aus dem für den Namen redenden Wappen der Freiherren Müller von Gnadenegg entnommen, die von etwa 1730 bis 1770 die zum alten bayerischen Landgericht Vohburg gehörende kleine offene Hofmark Hepberg besaßen. Der Rabe ist Attribut des Heiligen Oswald, nach dem die Hepberger Pfarrkirche benannt wurde. Dieses Wappen wird seit 1972 geführt. |

## Wirtschaft und Infrastruktur

### Wirtschaft einschließlich Land- und Forstwirtschaft
Nach der amtlichen Statistik zum 31. Dezember 2021 waren Beschäftigte am Arbeitsort waren insgesamt 424, davon im produzierenden Gewerbe keine, nach 164 im Jahr 2020, im Bereich Handel und Verkehr, bei der Land- und Forstwirtschaft keine, bei den Unternehmensdienstleistern keine sowie bei öffentlich und privaten Dienstleistern 6. In sonstigen Wirtschaftsbereichen waren am Arbeitsort 110 Personen sozialversicherungspflichtig beschäftigt. Sozialversicherungspflichtig Beschäftigte am Wohnort gab es insgesamt 1043.
Zudem bestanden im Jahr 2020 zwei (1999 sechs) landwirtschaftliche Betriebe und jeweils 1 Betrieb im Bauhauptgewerbe und im verarbeitenden Gewerbe.

### Verkehr

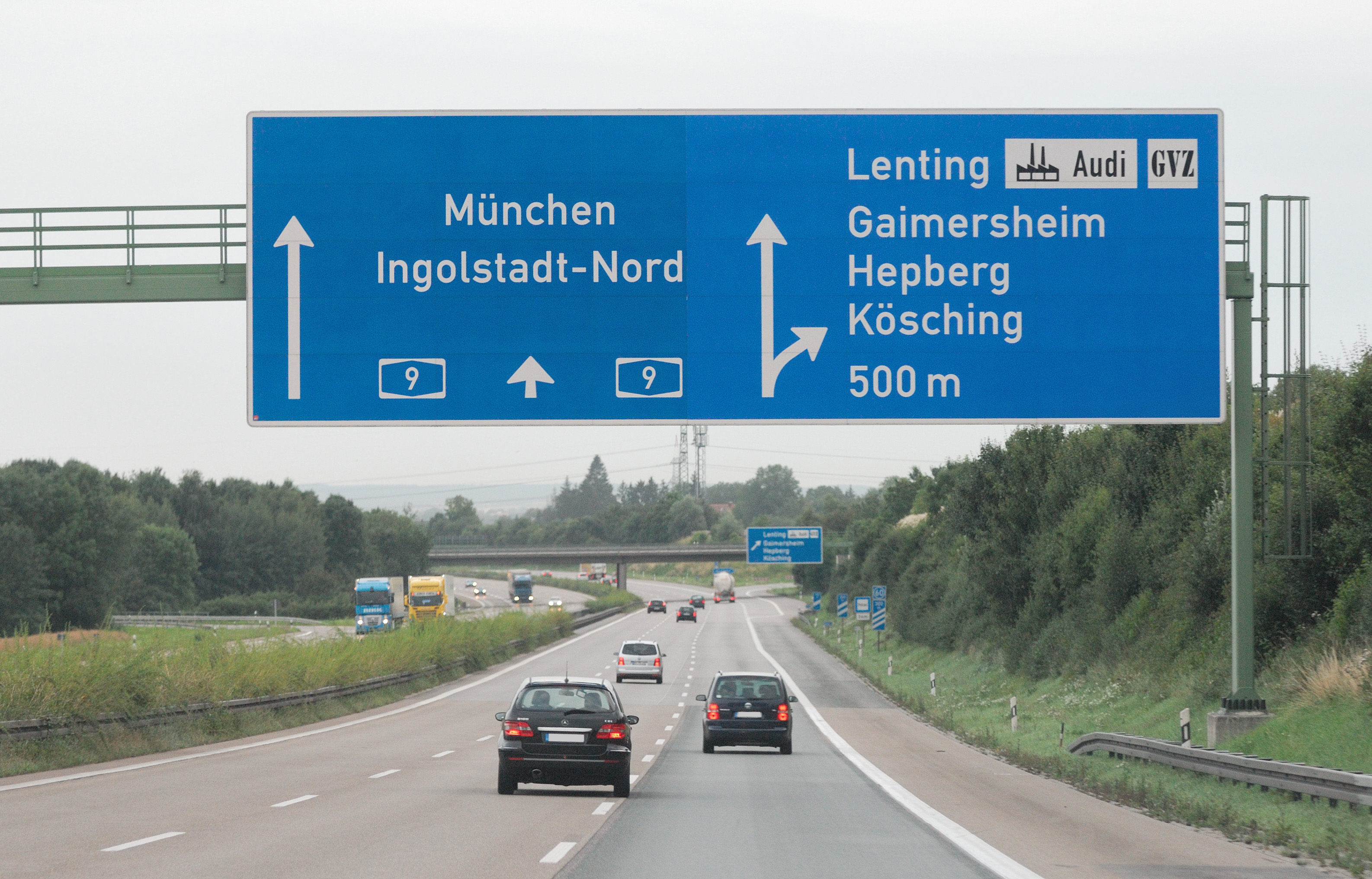
Anschlussstelle Lenting der A 9

Hepberg liegt in unmittelbarer Nähe zur Anschlussstelle Lenting (60) der Bundesautobahn 9. Durch den Ausbau der Staatsstraße St 2335 wurde eine Ost-West-Verbindung nach Kösching bzw. über Wettstetten nach Eichstätt sowie durch den Ausbau der Römerstraße eine Nordverbindung nach Stammham geschaffen. Der Ort liegt im Netzgebiet des Verkehrsverbundes Großraum Ingolstadt (VGI).

### Bildung
Es gibt folgende Einrichtungen (Stand 2024):
- Kindergärten: circa 128 Kindergartenplätze
- Grundschule Hepberg

### Standortübungsplatz Ingolstadt-Hepberg
Der rund 311 ha große Standortübungsplatz Ingolstadt-Hepberg (auch als Pionierübungsplatz Hepberg bezeichnet) liegt nordwestlich der Gemeinde und befindet sich ebenfalls auf den Gemarkungen von Lenting, Stammham und Wettstetten. Er dient zur Ausbildung der in und um Ingolstadt beheimateten Verbände. Der militärische Sicherheitsbereich darf, Stand 2021, von der Öffentlichkeit weder betreten noch befahren werden. Im nördlichen Teil des Übungsplatzes befindet sich eine Schießanlage (Sammelstandortschießanlage) der Bundeswehr (Lage). Südlich der Schießanlage folgt eine ehemalige Standortmunitionsniederlage der Bundeswehr (Lage). Diese besteht, wie auf Lidar-Daten erkannt werden kann, aus 18 erdüberdeckten Munitionslagerhäusern. Wiederum südlich besteht ein ehemaliges, als PSP 35 bezeichnetes, Depot der amerikanischen Armee (Lage). Das amerikanische Depot (PSP = Pre-Stock Point, Übersetzt: vorbereiteter Lagerpunkt) umfasst 10 erdüberdeckte Munitionslagerhäuser und wurde Anfang der 1990er Jahre aufgegeben. Allgemein dienten PSP zur Lagerung vorgehaltener Materialbestände der Kriegsreserve. Dies waren Munition, Material und Betriebsstoff, wobei der vorhandene Löschwasserteich auf die Lagerung von Munition hindeutet. Auf dem eigentlichen Standortübungsplatz Ingolstadt-Hepberg gibt es unter anderem einen Sprengplatz, ein Übungshaus und eine Anlage zum Fliegerabwehrschießen. Am südlichen Rand des Übungsplatzes befindet sich die ehemaligen HAWK-Stellung Wettstetten (Lage) und östlich daran anschließend die Überreste des Fort V Orff (Lage) als Teil des äußeren Rings der Landesfestung Ingolstadt. Die HAWK-Stellung diente der amerikanischen Luftverteidigung in Deutschland und wurde von 1961 bis 1968 von einer amerikanischen Einheit, von 1968 bis 1987 von der 4. Batterie/Staffel der FlaRakGrp 34 und von 1989 bis 1991 von der 1. und 2. Staffel der FlaRakGrp 23 mit dem Waffensystem Patriot genutzt, wobei keine scharfen Patriot Lenkflugkörper präsent waren. Die Stellung wurde 1991 aufgegeben.
Der 2003 für den Schienenverkehr fertiggestellte Geisbergtunnel der Schnellfahrstrecke Ingolstadt-Nürnberg verläuft direkt unter dem Übungsgelände.

## Persönlichkeiten
- Franz Mattes (* 1949), Domkapitular und Caritasdirektor des Bistums Eichstätts, in Hepberg geboren
- Serkan Atak (* 1984), Fußballspieler, spielte beim FC Hepberg